# غيورغ كانتور
غيورغ فرديناند لودفيغ فيليب كانتور ((بالإنجليزية: Georg Ferdinand Ludwig Philipp Cantor) عاش ما بين 3 مارس 1845 - 6 يناير 1918م عالم رياضيات ألماني يشار إليه بأنه واضع نظرية المجموعات الحديثة. ويعتبر أول من أشار إلى أهمية مبدأ التقابل واحد لواحد بين المجموعات، ومن عرف المجموعات اللامنتهية والمجموعات جيدة الترتيب، كما أنه أثبت أن الأعداد الحقيقية أكثر بكثير من الأعداد الطبيعية. وفي الواقع فإن نظرية كانتور تستلزم وجود عدد غير منته من المالانهايات. وكذلك فإن كانتور هو من عرف أعداد الكمية واعداد الرتبة وطرق الحساب الخاصة بها. ويعرف عن أعماله أنها ذات قيمة فلسفية عالية.
واجهت أفكار كانتور معارضة شديدة من قبل الرياضيين في ذلك العصر من أمثال ليوبلد كرونكر وهنري بوانكاريه ثم في وقت لاحق من هيرمان ويل وبروير. وكذلك فقد أبدى لوديغ ويتغينستين اعتراضات فلسفية على نظرية كانتور. ويُعزى إلى هذه المعارضة والموقف العدائي الذي اتخذه أصحابها المعاصرين لكانتور تدهور حالته النفسية وإصابته بالاكتئاب وبالعديد من الانهيارات العصبية بدءا من عام 1884 م وحتى نهاية حياته والتي عادة ما اعتُقد بأنها نتيجة هذه المواقف العدائية، إلا أنه ينظر إلى هذه الأعراض اليوم على أنها علامات لإصابته باضطراب ثنائي القطب.
في الوقت الحاضر يتقبل الغالبية العظمى من علماء الرياضيات الذين لا يأخذون بالرياضيات البنائية ولا المتناهية أعمال كانتور في المجموعات اللامنتهية والحساب، مقرين بأنها كانت نقطة تغيير جوهري. وقد قال ديفيد هيلبرت عن عمل كانتور: «لا يستطيع أحد أن يبعدنا عن الجنة التي صنعها كانتور».

## حياته
كان جورج كانتور ابنا لجورج فالديمار كانتور، وهو رجل أعمال دنماركي كان يعمل سمسارا في سوق أسهم سانت بطرسبرغ، ولماريا آنا بوم، من روسيا. ورث جورج عن والديه مواهب مميزة فنية وموسيقية، وكان عازفا بارعا للكمان. وبالرغم من أن اسم كانتور هو اسم يهودي، إلا أن جورج رُبي كلوثري على دين أبيه، في حين كانت أمه من الرومان الكاثوليك.
عندما مرض والد كانتور انتقلت العائلة إلى ألمانيا في 1856 م، تحديدا إلى ويسبادن في باديء الأمر ثم إلى فرانكفورت، هربا من شتاء سانت بطرسبرغ البارد. في عام 1860 م، تخرج كانتور بترتيب متميز من ريلستشول في دارمشتادت، حيث ظهر عليه مهاراته الفريدة في الرياضيات وخاصة حساب المثلثات. في عام 1862م، وتبعا لرغبة أبيه، التحق كانتور بكلية زيورخ التطبيقية (ETH Zurich) حيث بدأ دراسة الرياضيات.
بعد وفاة والده في 1863 م، انتقل كانتور للدراسة في جامعة برلين وهناك حضر محاضرات لكارل ويرستراس وإرنشت كومر وليوبلد كرونكر، وصادق زميله في الدراسة هيرمان شفارز. وقد قضى كانتور أحد فصول الصيف في جامعة غوتينغن، والتي كانت لفترة من أهم مراكز الأبحاث الرياضية. في عام 1867 م، منح شهادة الدكتوراة من برلين على رسالته عن نظرية الأعداد بعنوان De aequationibus secundi gradus indeterminatis. قضى كانتور سنة بعد ذلك مدرسا في مدرسة برلين للفتيات قبل أن ينتقل للتدريس في جامعة هال، وهنالك أمضى ما تبقى من حياته المهنية.
تزوج كانتور من فالي غوتمان (Vally Guttmann) في عام 1874 م، حيث أنجبا 6 أطفال ولد آخرهم في 1886 م. كان الوظائف الأكاديمية في ذلك الوقت ذات راتب قليل، إلا أن تركة والد كانتور أعانته على تدبر أمر عائلته. وخلال شهر عسله في سويسرا قضى كانتور وقتا طويلا في نقاشات حول الرياضيات مع ريتشارد ديديكند والذي كان قد صادقه قبل ذلك بسنتين أثناء قضاء كانتور إجازة في سويسرا.
رقي كانتور إلى مرتبة أستاذ استثنائي في عام 1872 م ثم إلى رتبة أستاذ في عام 1879 م وكان عمره حينها 34 عاما وهو ما يعتبر إنجازا متميزا له، لكن طموح كانتور كان في أن ينضم إلى جامعة برلين، الجامعة الألمانية الأولى في ذلك الوقت إلا أن رغباته اصطدمت برغبات رئيس قسم الرياضيات في برلين في ذلك الوقت، وهو كرونكر والذي بقي في هذا المنصب حتى وفاته في عام 1891 م، وكذلك زميله هيرمان شفارتز وهذان لم يوافقا على ضمه إلى قسمهما. والأسوأ من ذلك أن كرونكر -الذي كان متميزا بين علماء الرياضيات الألمان- كان على اختلاف مبدأي مع أعمال كانتور. فقد كان كرونكر، أحد مؤسسي وجهة النظر البنائية في الرياضيات، لا يستسيغ نظرية كانتور في المجموعة والتي تؤكد وجود مجموعات تحقق خواص معينة من دون أن تعطي أمثلة محددة على ذلك. انتهى الأمر بكانتور أن جزم أنه لن يستطيع أن يغادر هال ما دام كرونكر مسموع الكلمة.
في عام 1881 م توفي إدوارد هاين زميل كانتور تاركا مكانه شاغرا. قبلت الجامعة، بناء على نصيحة كانتور، أن تعرض الوظيفة على ديدكايند ثم هينريك ويبر ثم فرانز ميرتنز، بهذا الترتيب، إلا أنهم رفضوا العرض جميعا. كان عدم اهتمام ديدكايند مفاجئا وذلك لأنه كان يعمل في مدرسة هندسة ذات مستوى متدن وكان يحمل أعباء إدارية هنالك. ويكشف هذا الحدث عن تواضع مستوى قسم الرياضيات في جامعة هال بين الجامعات الألمانية الأخرى. وأخيرا فقد عين وانغرين في تلك الوظيفة إلا أنه لم يكن من المقربين لكانتور.
أصابت كانتور أول نوبة اكتئاب في عام 1884 م فدفعته هذه الأزمة النفسية لأن يتقدم بطلب ليصبح محاضرا في الفلسفة بدلا من الرياضيات. وكانت كل واحدة من الرسائل، والتي بلغ عددها 52، التي كتبها كانتور لعالم الرياضيات السويدي ميتاغ ليفلر تهاجم كرونكر. ثم ما لبث كانتور أن عاد لطبيعته، إلا أن ثقته بنفسه كانت قد تضررت بشكل كبير كما يظهر في إحدى رسائله التي كتبها حيث يقول:
وعلى الرغم من أنه قام بأعمال قيمة بعد 1884 م إلا أن ما قام به في تلك الفترة لم يرق للمتسوى المميز الذي كان عليه خلال الفترة 1874 إلى 1884 م. وأخيرا قام كانتور بالتماس الصلح مع كرونكر والذي قبله مرحبا، إلا أن الخلافات الفلسفية والصعوبات المفرقة بينهم استمرت. وقد ظن البعض أن الاكتئاب الذي أصاب كانتور كان بسبب المعارضات التي لقيها من كرونكر. تدور الشكوك بأن الهموم العلمية والمشاكل في التعامل مع أشخاص معينين والتي واجهت كانتور لم تكن السبب في الاكتئاب الذي مر به ولكن بأنه كان مصابا باضطراب ثنائي القطبية.
خلال فترة الاكتئاب التي مرت به فقد تحول كانتور عن الرياضيات واتجه إلى الفلسفة. وخلال عام 1884 طلب أن يصبح محاضرا في الفلسفة بدلا من الرياضيات. وفي عام 1888 م نشر مراسلات مع عدد من الفلاسفة حول التطبيقات الفلسفية لنظريته عن المجموعات. إدموند هسرل، والذي كان زميل كانتور في هال وصديقه في الفترة 1886 إلى 1901 م، كان قد اكتسب صيتا في مجال الفلسفة بالرغم من أن رسالته لنيل الدكتوراة كانت في الرياضيات وأن عالم الرياضيات ويرستراس كان المشرف عليه. وكذلك فقد كتب كانتور عن التطبيقات الدينية لأعماله في الرياضيات، كما فعل، على سبيل المثال، عندما أشار إلى المالانهاية المطلقة بأنها الله.
كان كانتور يعتقد أن فرانسيس باكون هو من كتب المسرحيات المنسوبة لشكسبير. وأثناء مرضه في 1884 بدأ بدراسة مكثفة للأدب في عهد إليزابيث محاولا إثبات فرضيته حول باكون. في نهاية الأمر نشر كانتور كتيبين في 1896 و1897 م موضحا رأيه فيما يتعلق بباكون وشكسبير.
وفي عام 1890 م كان لكانتور دور أساسي في إنشاء الجمعية الرياضياتية الألمانية وترأس أول اجتماعاتها الذي عقد في هال في العام التالي وتم انتخابه كأول رئيس لها. وفي هذا دلالة على أن موقف كرونكر منه لم يكن مدمرا لمكانته بين أقرانه. وكان كانتور قد دعا كرونكر للتكلم في هذا الاجتماع، إلا أن هذا الأخير لم يستطع الحضور لأن زوجته كانت تحتضر.
بعد وفاة ابنه الأصغر في عام 1899 م، عانى كانتور من اكتئاب مزمن خلال ما تبقى من حياته الأمر الذي أدى إلى إعفائه من مهام التعليم لعدة مرات وأخذ إلى مستشفى الأمراض النفسية للمراقبة. إلا أن كانتور لم يترك الرياضيات كليا واستمر يحاضر عن التناقضات في نظرية المجموعات -المنسوبة إلى بورالي وفورتي ورسل وكانتور نفسه- وذلك في اجتماع الجمعية الرياضياتية الألمانية في سنة 1903 م، وكذلك فقد حضر مؤتمر الرياضيات العالمي الذي عقد في هيدلبرغ في عام 1904 م.
أصبح كانتور في عام 1911 م أحد العلماء المتميزين الذين دعوا لحضور الاحتفال المقام بمناسبة مرور 500 سنة على تأسيس جامعة سانت أندروس في اسكتلندا. حضر كانتور الحفل على أمل لقاء برتراند رسل الذي كان قد نشر كتابا جديدا بعنوان مباديء الرياضيات (Principia Mathematica) استشهد فيه بأعمال كانتور مرارا، إلا أن رسل لم يحضر الحفل. وفي العام التالي منحت سانت أندروس كانتور دكتوراة فخرية إلا أن مرضه حال دون تسلمه للشهادة بشخصه.
تقاعد كانتور في عام 1913 م وعانى من الفقر والجوع خلال الحرب العالمية الأولى. وكان الاحتفال المقرر بمناسبة عيد ميلاده السبعين قد ألغي بسبب الحرب. توفي كانتور في المصحة حيث قضى آخر سنة في حياته.

## الدين والفلسفة
كانت فكرة وجود اللانهاية الفعلية من الاهتمامات المشتركة الهامة في مجالات الرياضيات والفلسفة والدين. يحافظ على تقليد العلاقة بين الله والرياضيات، على الرغم من أنه ليس بالدرجة نفسها عند نقاده، فإنه كان لفترة طويلة من اهتمامات كانتور. تناول مباشرة هذا التقاطع بين هذه التخصصات في مقدمة كتابه Grundlagen einer allgemeinen Mannigfaltigkeitslehre ، حيث شدد على العلاقة بين رؤيته للانهاية والرؤية الفلسفية. بالنسبة إلى كانتور فقد ارتبطت آرائه الرياضية ارتباطًا جوهريًا بآثارها الفلسفية واللاهوتية - أن اللامنتهي المطلق معبر عن الله،  واعتبر أن عمله على الأعداد العابرة للنهاية transfinite قد أُلهِمه مباشرة من قبل الله ، الذي اختار كانتور ليكشفها للعالم. كان كانتور لوثريًا متدينًا شكلت معتقداته المسيحية الصريحة فلسفته العلمية. تتبع جوزيف دوبين تأثير قناعات كانتور المسيحية على تطور نظرية الاعداد العابرة للنهاية في كتابه جورج كانتور: رياضياته وفلسفته عن اللانهاية. وفي مقاله جورج كانتور: المادة الشخصية لرياضياته 
نما الجدل بين علماء الرياضيات من وجهات النظر المتعارضة في فلسفة الرياضيات فيما يتعلق بطبيعة اللانهاية الفعلية actual infinity. اعتنق البعض وجهة النظر القائلة بأن اللانهاية هي فكرة مجردة غير مشروعة رياضياً ، ونفت وجودها. عارض علماء رياضيات من ثلاث مدارس رئيسية من الفكر الرياضي (المذهب البنائي وفرعين منه مذهب الحدسية الرياضي intuitionism و مذھب التناھي finitism) نظريات كانتور في هذه المسألة. بالنسبة للبنّائيين مثل كرونيكر Kronecker، فإن رفض اللانهاية الفعلي ينبع من الاختلاف الأساسي مع الفكرة القائلة بأن البراهين غير البناءة مثل حجة كانتور القطرية هي دليل كاف على وجود شيء ما، مؤكدًا بدلاً من ذلك على أن البراهين البناءة مطلوبة. يرفض مذهب الحدسية أيضًا فكرة أن اللانهاية الفعلية هي تعبير عن أي نوع من الواقع ، ولكنها تصل إلى ذلك عبر طريق مختلف عن مذهب البنائية.
- أولاً ، تستند حجة كانتور إلى المنطق لإثبات وجود أرقام غير محدودة ككيان رياضي حقيقي ، في حين يرى علماء مذهب الحدسية الرياضي أن الكيانات الرياضية لا يمكن اختزالها إلى افتراضات منطقية ، وتنشأ بدلاً من ذلك في حدسيات العقل.[22]
- ثانيًا ، مفهوم اللانهاية كتعبير عن الواقع غير مسموح به في مذهب الحدسية الرياضي، لأن العقل البشري لا يستطيع أن يبني بشكل بديهي مجموعة لانهائية.[23]

تبنى علماء الرياضيات مثل إل إي جيه بروير وخاصة هنري بوانكاريه الموقف الحدسي ضد عمل كانتور.

## الوصلات الخارجية
- جورج كانتور على موقع الموسوعة البريطانية (الإنجليزية)
- جورج كانتور على موقع إن إن دي بي (الإنجليزية)
- مقال عن أبحاث كانتور في اللانهاية